# Euphorbia picachensis
Euphorbia picachensis är en törelväxtart som beskrevs av Townshend Stith Brandegee. Euphorbia picachensis ingår i släktet törlar, och familjen törelväxter. Inga underarter finns listade i Catalogue of Life.